# Лопушна (Вижницький район)
Лопу́шна — село в Україні, у Берегометській селищній громаді Вижницького району Чернівецької області. Населення становить 844 особи.

## Географія
На південній стороні від села річки Звараш, Лапушна, Арджиу  впадають у річку Серет.

## Історія

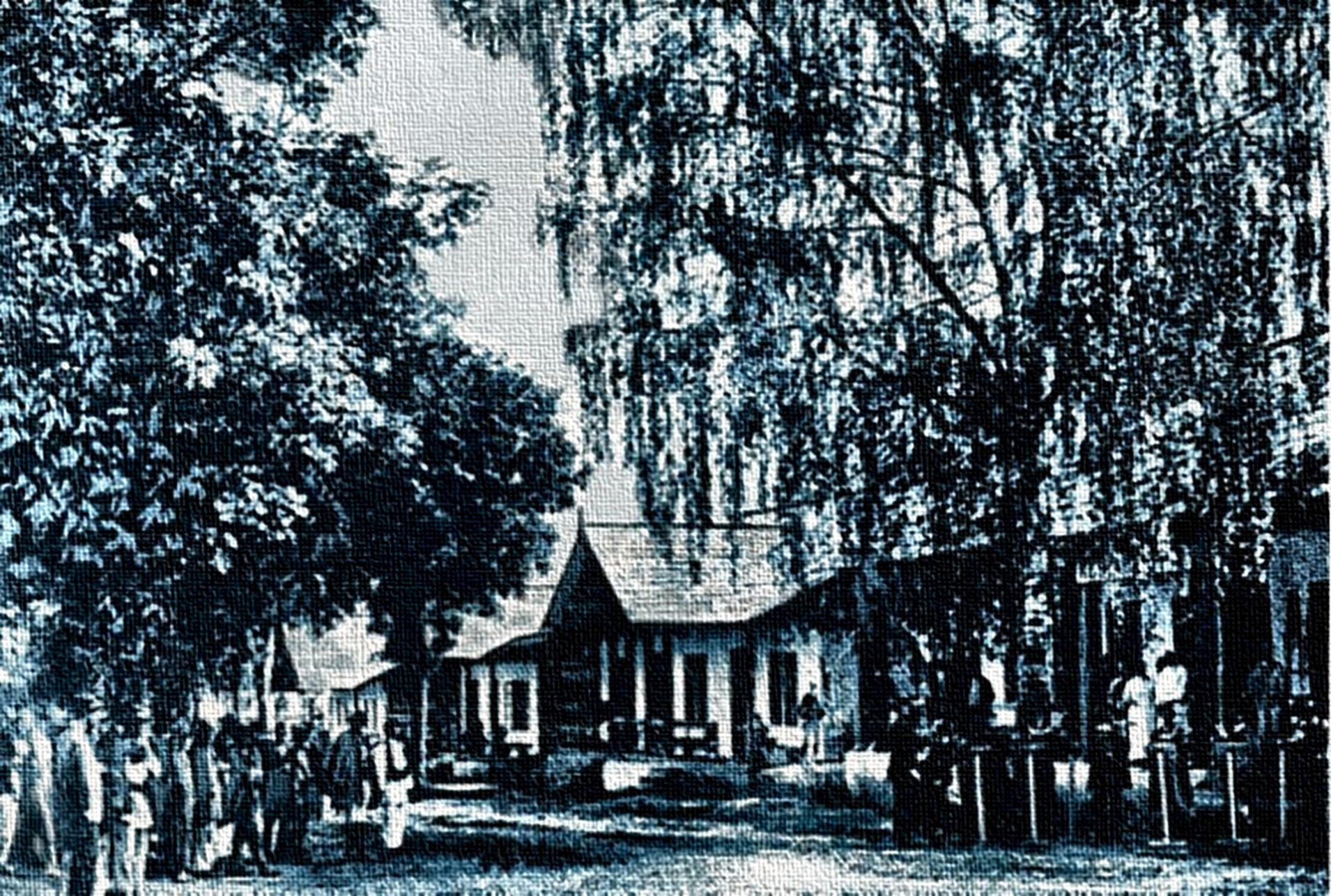
Лопушна в 1900 році.

З 24 серпня 1991 року село входить до складу незалежної України.
У 2020 році шляхом об'єднання сільських рад, село увійшло до складу Берегометської селищної громади.

## Населення
Згідно з переписом УРСР 1989 року чисельність наявного населення села становила 792 особи, з яких 390 чоловіків та 402 жінки.
За переписом населення України 2001 року в селі мешкало 840 осіб.

### Мова
Розподіл населення за рідною мовою за даними перепису 2001 року:
| Мова       | Кількість | Відсоток |
| ---------- | --------- | -------- |
| українська | 841       | 99.64%   |
| російська  | 2         | 0.24%    |
| румунська  | 1         | 0.12%    |
| Усього     | 844       | 100%     |

## Пам'ятки архітектури
- Дерев'яна церква Святої Варвари (1872 р.) — Православна Церква України;
- Дерев'яна церква Георгія (Юрія) Побідоносця (2002 р.) — Російська православна церква.

## Інфраструктура
- Цегляна триповерхова школа (1989 р.).
- Будинок культури (198 р.).

## Установи
- Державна установа «Рибоводний форелевий завод «Лопушно» (1928 р.), працює по відтворенню водних живих ресурсів (вирощує форель Камлоопс та райдужну форель для подальшого зарибнення Дністровського водосховища, а також струмкову форель для зарибнення гірських річок Карпат).
- Державна установа «Лопушнянське лісництво» (1964 р.), працює по охороні та відтворенню лісових запасів.
- Державні установи управління освіти: «Школа» (1890 р. — австрійська школа, 1928–1940 рр. румунська школа, 1947–1991 рр. школа УСРС, з 1991 р. українська загальноосвітня школа), «Будинок культури» (1961 р. старий клуб, 1987 р. збудовано новий будинок культури, з кінозалом на 200 осіб), «Дитячий садок» (1975 р.).

## Природні ресурси
На територій села Лопушної відкрито нафтове родовище (1982 р.).

## Пам'ятки природи
- Скелі «Кінашки»
- Лопушнянські водограї
- Кошман (ботанічна пам'ятка природи)

## Відомі люди
- Павлюк Віктор Ігорович — заслужений економіст України.